# Предельность
Предельность — категория глагола, одна из наиболее значимых в аспектологии. Предельные и непредельные глаголы рассматриваются как один из аспектуальных классов. Категория предельности присуща всем языкам мира и по своей универсальности превосходит даже категорию времени. Но при этом средства выражения данной категории весьма сильно отличаются в разных языках.
Категория предельности тесно связана с категорией вида. В общем случае глаголы несовершенного вида являются непредельными глаголами, глаголы совершенного вида могут выражать как предельность, так и непредельность действий.

## Предельность глагола в русском языке
Категория предельности в целом не выражена в русском языке грамматически. В основе категории лежит понятие «предела» — какое-либо ограничение прохождения действия во времени. Одна из разновидностей предела — «реальный предел» — имеет грамматическое выражение как глагол совершенного вида.

## Предельность глагола в английском языке
В разных глаголах предельность выражается с разной степенью однозначности. При этом связь категории предельности с категорией вида существенным образом зависит от контекста: при определенных условиях предельный глагол может выражать значение несовершенного действия и наоборот. Средствами контекста для выражения вида могут быть обстоятельства места со значением времени, параллелизм действий, временные союзы и прочее.

## Предельность глагола во французском языке
Особую роль в осуществлении категории предельности играют категории вида и времени, образующие единую видовременную систему, что отличает французский язык от русского, где предельность скорее противопоставлена глагольному виду.